# Attalea phalerata
Attalea phalerata là loài thực vật có hoa thuộc họ Arecaceae. Loài này được Mart. ex Spreng. mô tả khoa học đầu tiên năm 1825.

## Hình ảnh

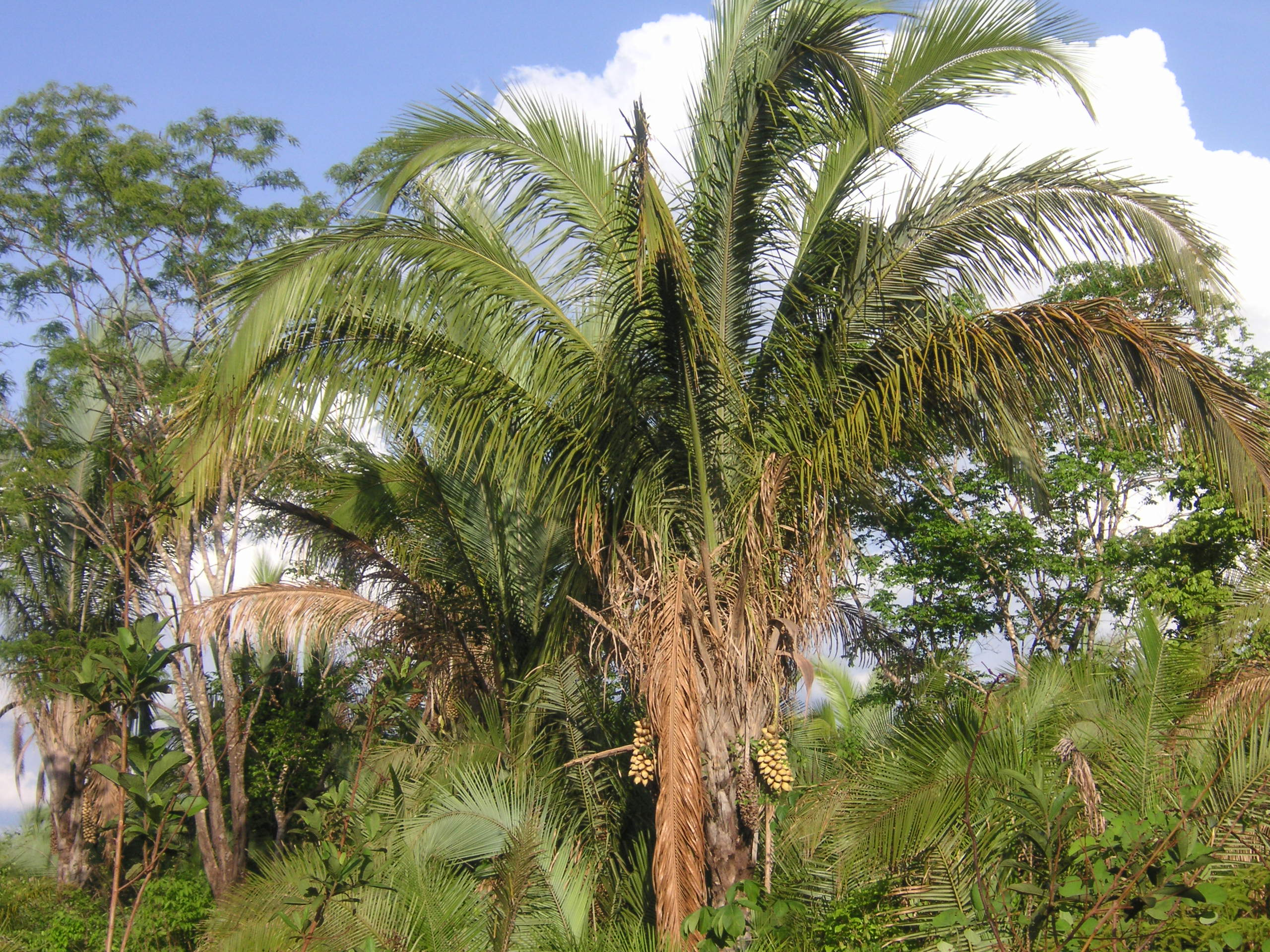
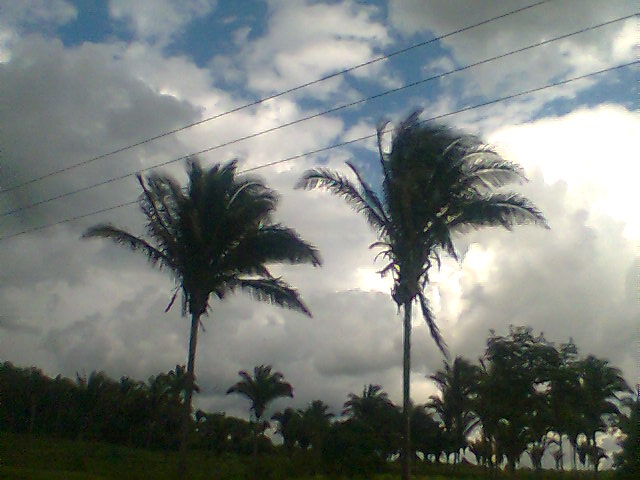
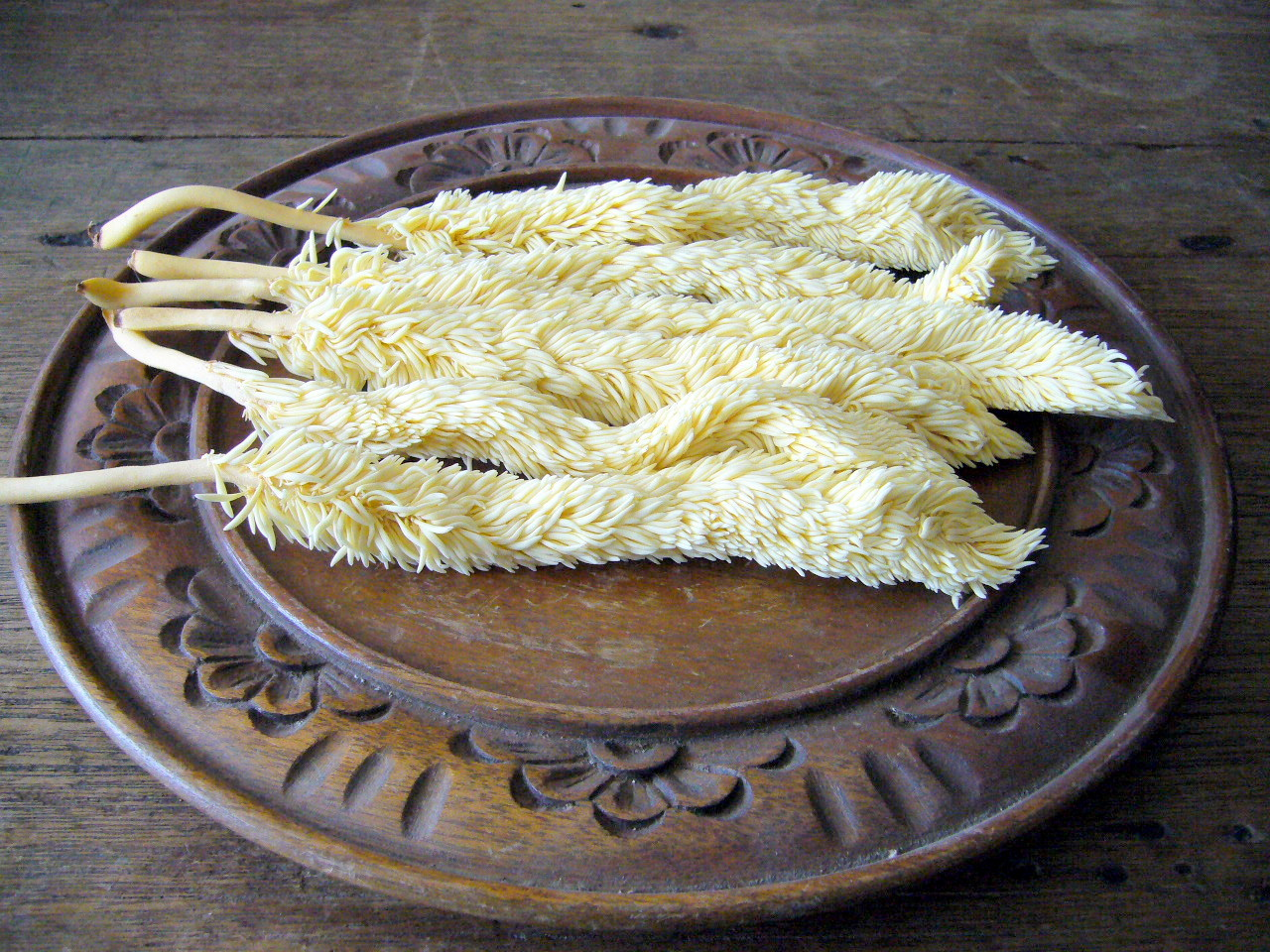